# Cyanopepla perilla
Cyanopepla perilla là một loài bướm đêm thuộc phân họ Arctiinae, họ Erebidae.